# Canal Saint-Martin

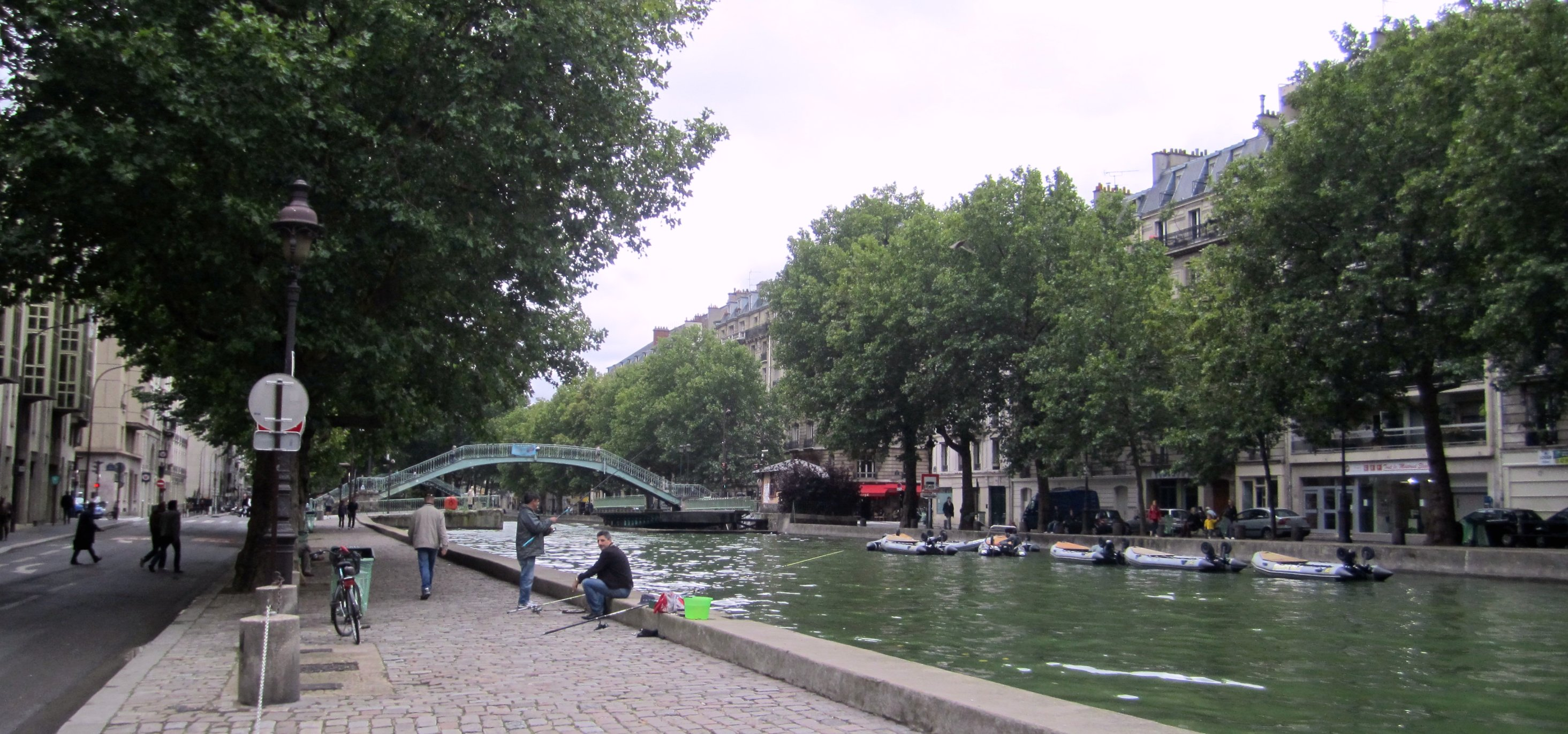
Nordufer Quai de Jemmapes, 2011

Der Canal Saint-Martin ist ein Schifffahrtskanal im Osten von Paris. 1825 eröffnet, verbindet er in nord-südlicher Richtung das Bassin de la Villette mit der Seine beim Port de l’Arsenal und verläuft auf fast der Hälfte seiner gut 4,5 Kilometer Länge in einem Tunnel. Über das Bassin de la Villette hat er Anschluss an den Canal de l’Ourcq und über diesen an den Canal Saint-Denis.

## Geschichte

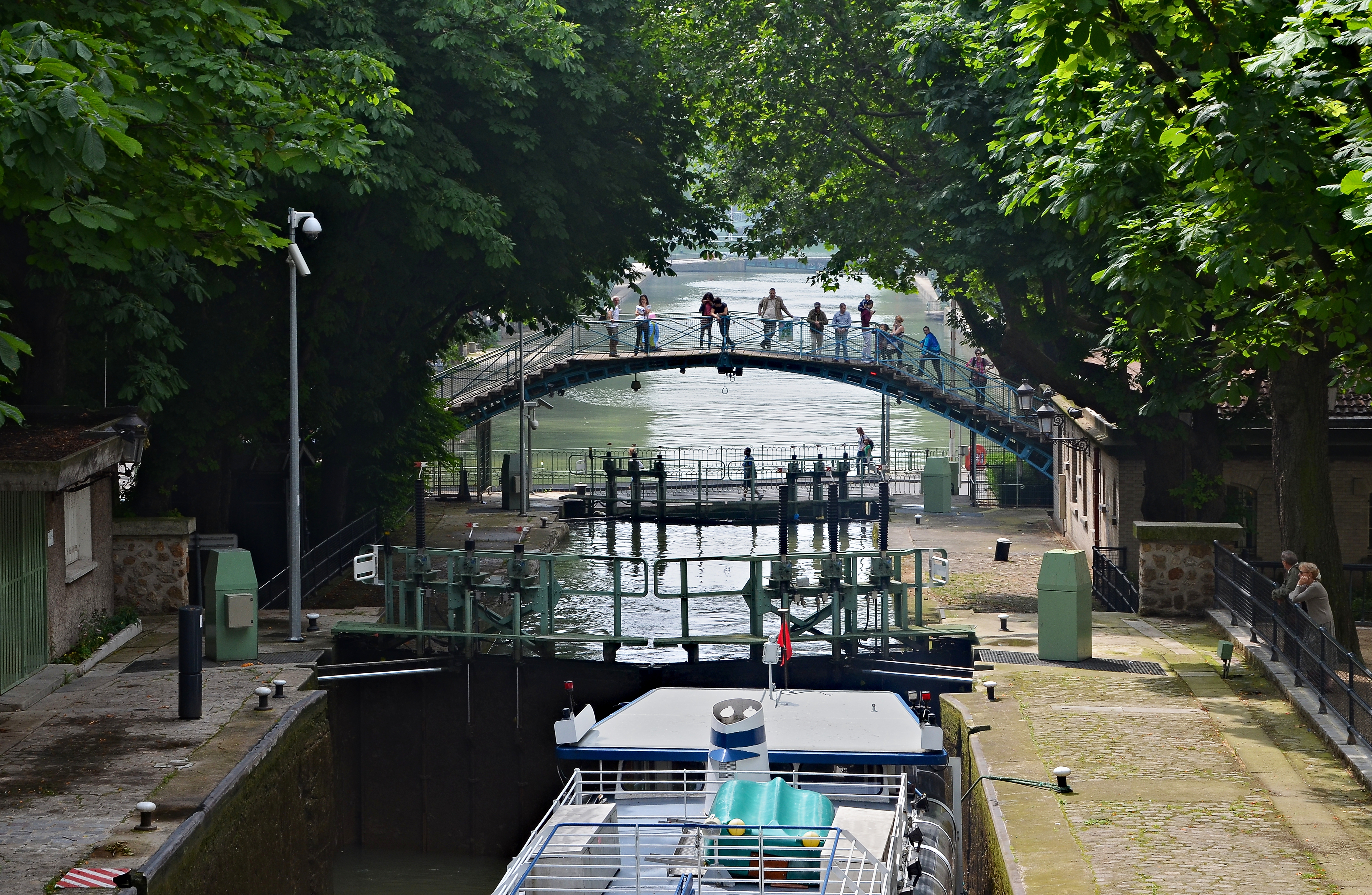
Die zwei Schleusen von Récollets

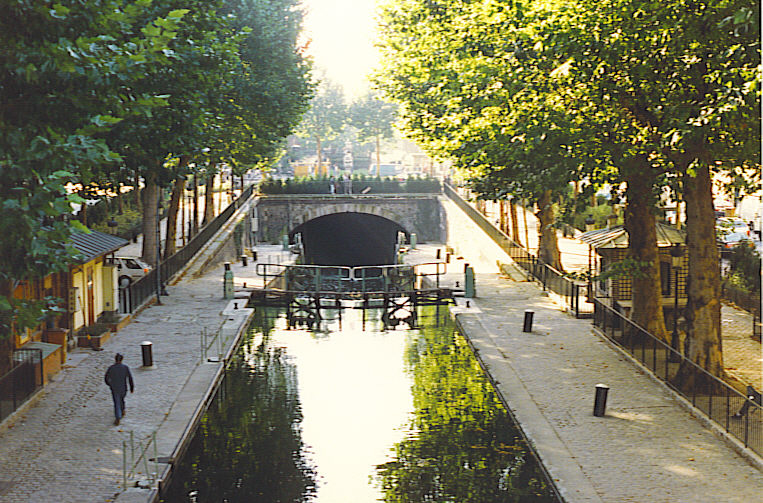
Schleuse Écluse du Temple am nördlichen Tunneleingang, 2005

Napoleon Bonaparte erließ am 19. Mai 1802 ein Dekret, das den Bau eines Schifffahrtskanals (canal de navigation) zwischen der Bastion de l’Arsenal und dem Bassin de la Villette anordnete.

„Il sera ouvert un canal de navigation qui partira de la Seine au-dessous du bastion de l’Arsenal, se rendra dans les bassins de partage de la Villette [...]“

Gleichzeitig vorgesehen war der Bau anschließender Schifffahrtskanäle, des Canal Saint-Denis sowie des Canal de l’Ourcq, der das Wasser aus dem knapp einhundert Kilometer nordöstlich von Paris entspringenden Fluss Ourcq heranführen sollte. Das Großprojekt war nötig, um einerseits die Trinkwasserversorgung der Hauptstadt zu sichern und sauberes Wasser für Brunnen sowie die Straßen- und Kanalreinigung verfügbar zu machen, sowie andererseits zum Ausbau der Verkehrs- und Handelswege.
Napoleon betraute den Architekten Pierre-Simon Girard am 15. September 1802 mit der Bauplanung. Da der geplante Canal Saint-Martin durch bereits urbanisiertes Gebiet führen sollte, mussten zunächst zahlreiche Grundstücke den Eigentümern abgekauft und Gebäude abgerissen werden, was die Bauarbeiten verzögerte. Auch die Kriege während des Ersten Kaiserreichs verhinderten einen schnellen Baustart. Erst 1813 konnte Girard mit ersten Arbeiten beginnen, und zwar am Kanaltunnel unter der Place de la Bastille, musste diese aber bald abbrechen.
Um den Kanalbau privat finanzieren zu lassen, gründete die Stadt Paris im April 1818 die Compagnie des canaux de Paris als Lizenzgeber.
Für eine Pacht von 5,47 Millionen Francs erhielten die Bankiers Vassal und Hainguerlot im November 1821 den Zuschlag und wurden Lizenznehmer für 99 Jahre. Im Sommer 1822 konnten die Arbeiten wieder aufgenommen werden, und nach drei Jahren Bauzeit wurde 1825 als letztes Teilstück die Place de la Bastille in einer 180 Meter langen Galerie unterquert. Am 4. November 1825 eröffnete Karl X. den Canal Saint-Martin. Zusammen mit dem Canal Saint-Denis wurde er anfangs Canal de la Seine à la Seine („Kanal von der Seine zur Seine“) genannt und kostete 24 Millionen Francs.
Für den Bau eines querenden Boulevards (heute Boulevard Voltaire) im Zweiten Kaiserreich ließ der damalige Präfekt von Paris, Georges-Eugène Haussmann, den Kanal zwischen der Place de la Bastille und der Avenue de la République auf einer Länge von anderthalb Kilometern unterirdisch legen (voûte souterraine), was durch ein Dekret vom 30. April 1859 geregelt wurde. Der Ingenieur Eugène Belgrand versetzte die Schleuse bei der Bastille nach Norden an die Rue du Faubourg du Temple. Über den rund fünf Meter abgesenkten Kanal konnten nun größere und stabilere Brücken gebaut werden. Auf dem Tunneldeckel entstand außerdem Platz für den sechzig Meter breiten Boulevard Richard-Lenoir.

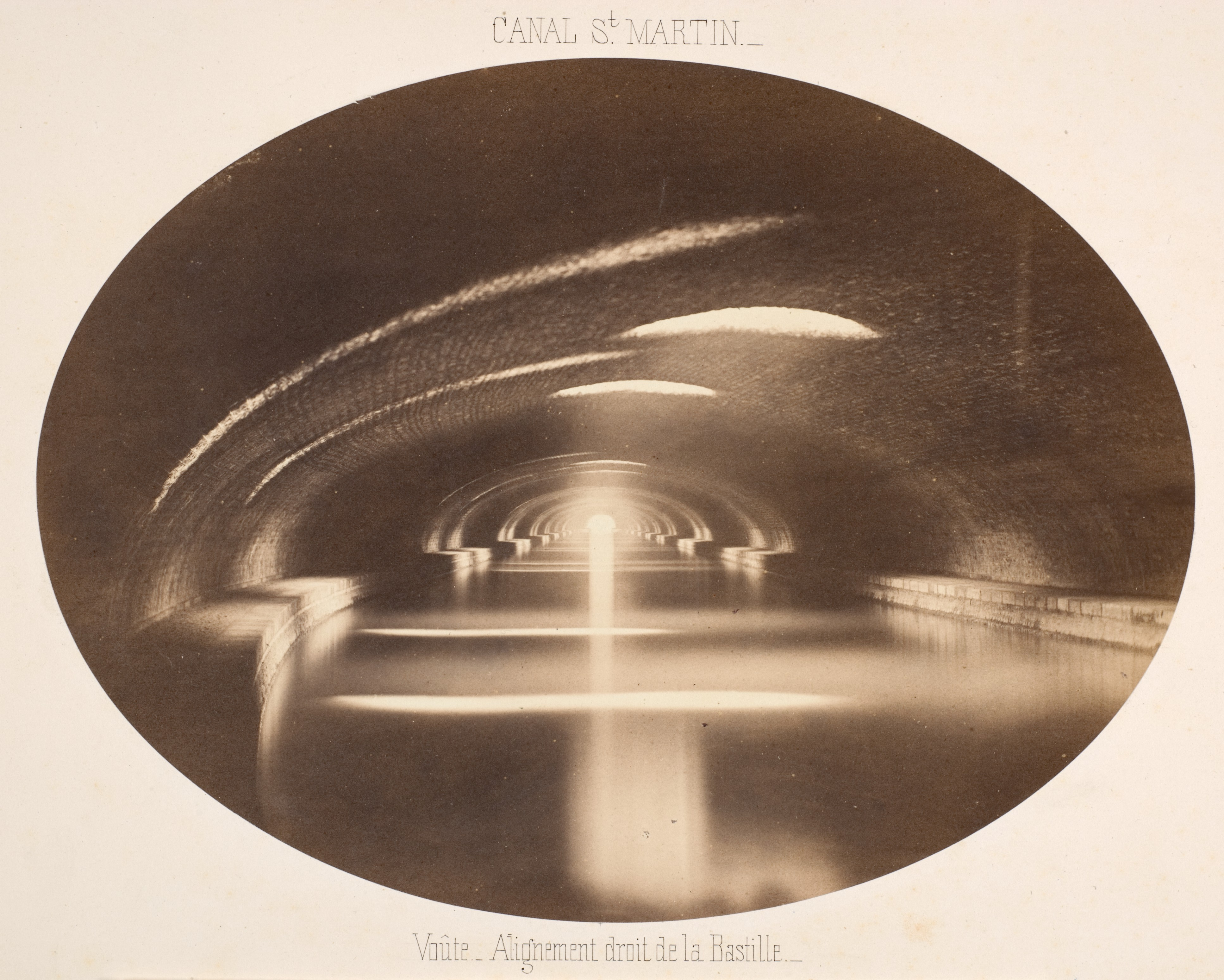
Unter der Place de la Bastille, 1860
Südlich des Rond-Point de la Villette, rechts Waschschiffe, ca. 1906

Im Jahr 1906 wurde der Tunnel um weitere 245 Meter nach Norden verlängert und per Dekret auch der Abriss der dortigen Docks genehmigt. Seither verläuft hier der Boulevard Jules-Ferry. 1963 war geplant, über dem Kanal eine Autobahn zu bauen, die die Flughäfen Le Bourget und Orly verbinden sollte. Das zu erwartende Verkehrsaufkommen von sechstausend Fahrzeugen pro Stunde in beiden Richtungen führte jedoch zu Protesten der Anwohner. Das Projekt wurde am 15. Dezember 1971 eingestellt. Seit dem Jahr 1983 sind auf dem Kanal Ausflugsschiffe zugelassen, die von einer privaten Reederei betrieben werden. 1990 erhielt der Kanal den Status eines Monument historique.
Der Canal Saint-Martin wird in unregelmäßigen Abständen trockengelegt, um seinen Grund zu säubern. Dies geschah beispielsweise in den Jahren 2002 und 2016. 2002 wurden im Rahmen der Trockenlegung über 40 Tonnen Abfall aus dem Kanalbett geborgen.

## Lage und Bedeutung

Canal Saint-Martin, Paris

Der Canal Saint-Martin verläuft in Nord-Süd-Richtung durch das 10. und 11. Arrondissement sowie am Anfangs- und Endpunkt je ein kurzes Stück durch das 19. und 12. Arrondissement. Früher wurde er überwiegend von Lastkähnen (péniches) benutzt. Seit 1862 wurde der Schiffstransport auf einer Länge von 2650 Metern (davon 1850 Meter im Tunnel) per Kettenschifffahrt betrieben. Dabei wurden mehrere Schleppkähne von einem Kettenschleppschiff entlang einer längs im Kanal verlegten Kette gezogen. Die Bedeutung des Schiffsverkehrs auf diesem Kanalabschnitt war groß. Der Kettenschlepper hatte eine Leistung von 15 kW (20 PS) und erreichte im Schleppbetrieb eine Geschwindigkeit von 2 Kilometern pro Stunde. Seit den Sanierungsarbeiten in den Jahren 1999 und 2002 wird der Kanal hauptsächlich noch von Ausflugsschiffen und Privatbooten befahren. Er bildet einen Teil des 130 km langen Pariser Kanalnetzes Réseau des canaux parisiens. Seine Uferpromenaden sind zu einem beliebten Erholungsort geworden. Sonn- und feiertags sind im 10. Arrondissement die Uferstraßen für den Auto-Durchgangsverkehr gesperrt.

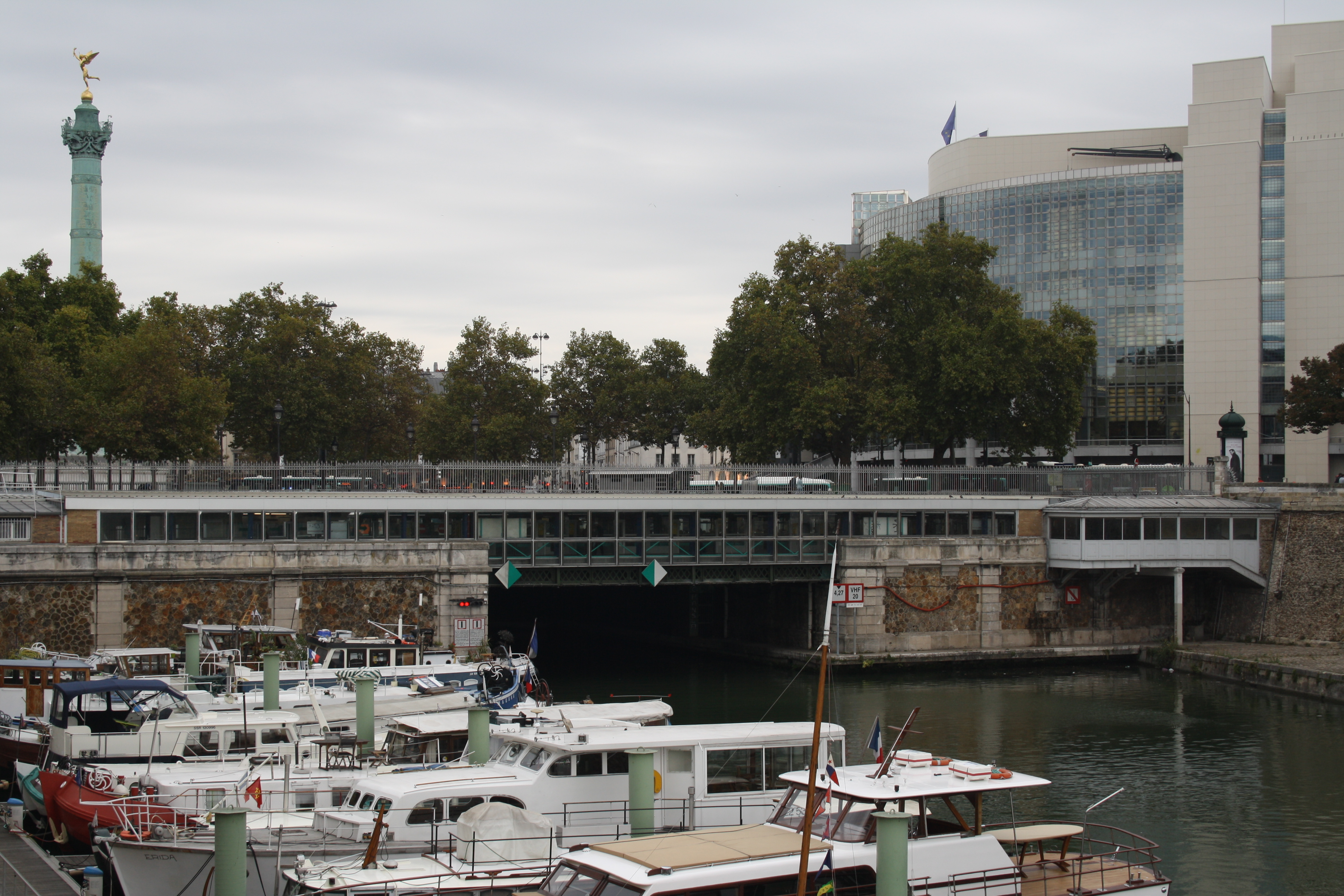
Südlicher Tunneleingang unterhalb der Métrostation Bastille
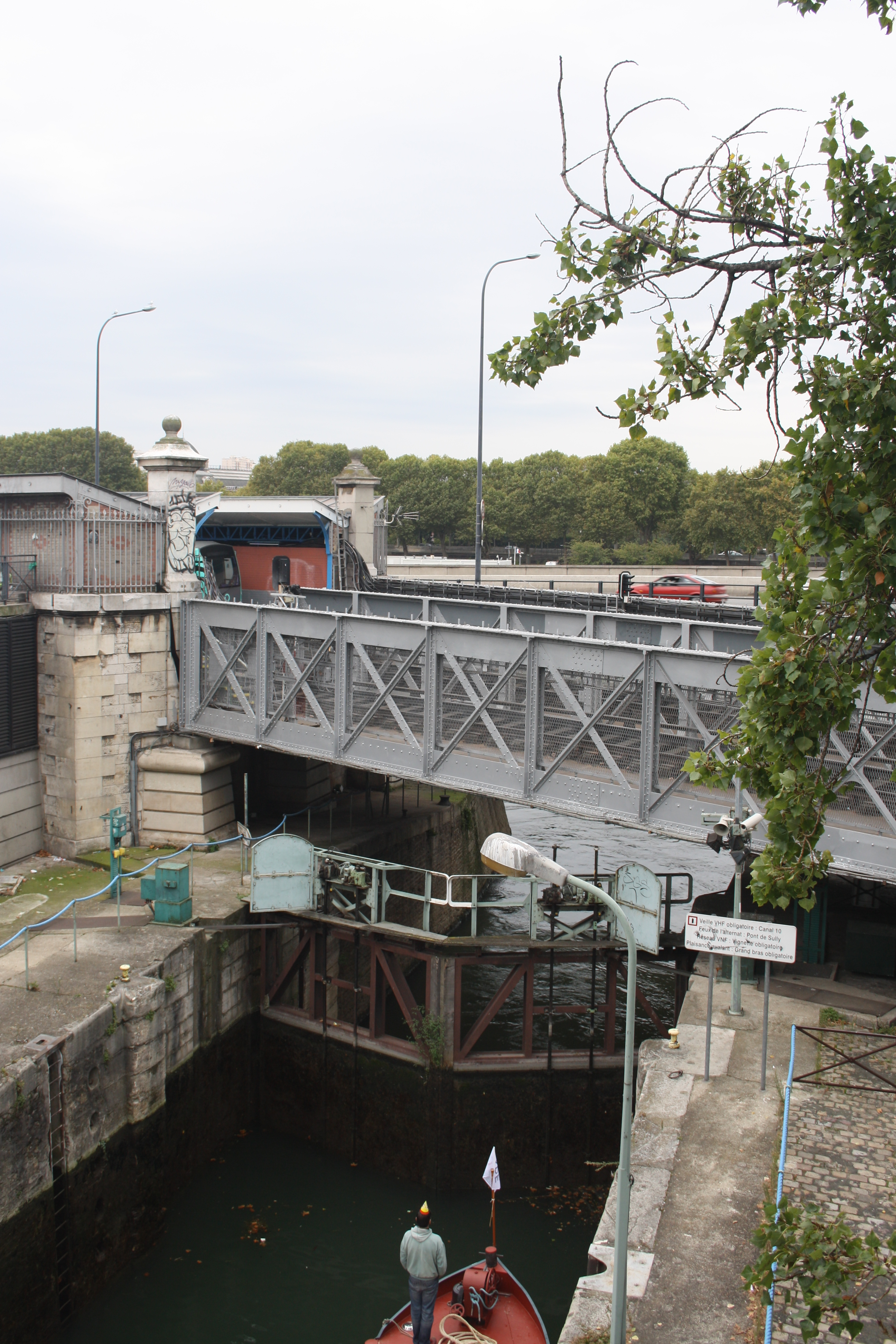
Schleuse Écluse de l’Arsenal an der Mündung in die Seine unter der U-Bahn-Brücke Pont-métro Morland

## Technische Daten

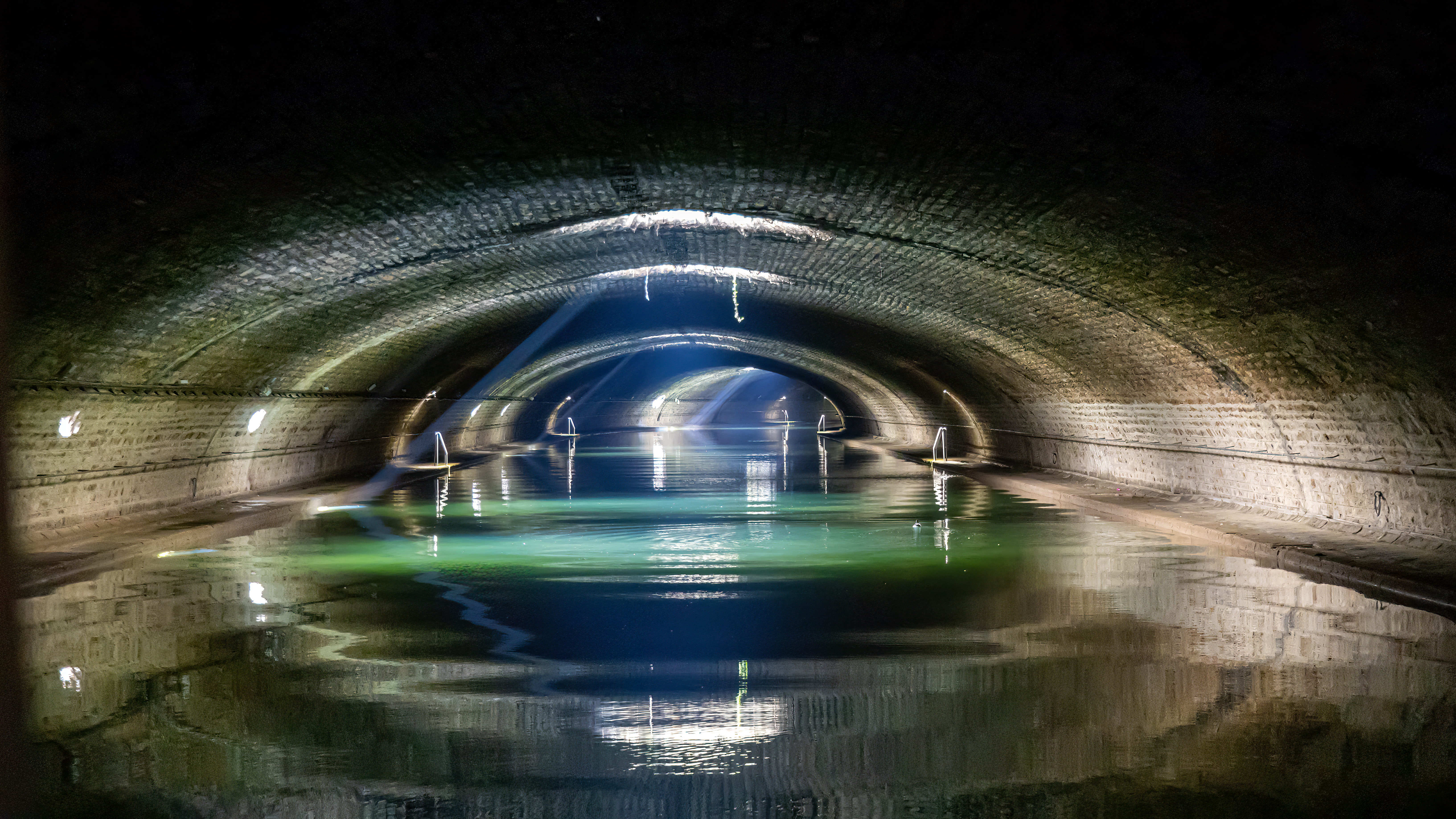
Der Tunnel bei einer Durchfahrt

Der mautpflichtige Kanal ist 4.554 m lang, 27 m breit (in den unterirdischen Teilen 16–24 m) und enthält fünf Schleusen (écluses) – vier davon sind Doppelschleusen – und zwei Drehbrücken (ponts tournants) mit den Namen Dieu und Grange-aux-Belles. Sie wurden 1885 errichtet und ersetzten vorherige Holzkonstruktionen. Der Kanal überwindet einen Höhenunterschied von 24,5 Metern bei einer durchschnittlichen Wassertiefe von 2,32 m. Der unterirdische Teil des Kanals liegt in einem 8 m breiten halbkreisförmigen Tunnel; die Höhe des Tunnelbogens oberhalb des Wasserspiegels beträgt 5,25 Meter. Insgesamt ist der Tunnel heute 2.190 m lang.

### Koordinaten
- Ausgangspunkt des Kanals: 48° 53′ 2″ N, 2° 22′ 16″ OKoordinaten: 48° 53′ 2″ N, 2° 22′ 16″ O
- Endpunkt des Kanals: 48° 50′ 50″ N, 2° 21′ 59″ O

## Weitere Informationen
- Am nördlichen Kanaleingang steht die klassizistische Rotonde de la Villette des Architekten Claude-Nicolas Ledoux aus dem Jahr 1788.
- Am Canal Saint-Martin befinden sich einige Industriegebäude aus dem 19. Jahrhundert, darunter eine Niederlassung der Gruppe Exacompta/Clairefontaine am Quai de Jemmapes. Der Betrieb befindet sich in einem Monument historique und ist eine der letzten Fabriken auf dem Stadtgebiet von Paris.[15]
- Das im Jahre 1885 erbaute Hôtel du Nord am Quai de Jemmapes Nr. 102 war Drehort des Spielfilms Hôtel du Nord von Marcel Carné (Premiere in Frankreich: 17. Dezember 1938), der der Atmosphäre dieser Kanallandschaft inmitten der Stadt huldigt. Heute fungiert das frühere Hotel noch als Bar und Restaurant. Auch der Film Die fabelhafte Welt der Amélie (deutsche Premiere: 16. August 2001) spielt in der Nähe des Kanals.
- Der Canal Saint-Martin ist Schauplatz einiger Romanhandlungen, u. a. bei Léo Malet und Georges Simenon (u. a. „Maigret in der Groschenschenke“). Jacques Tardi hat ihn gezeichnet.
- Im Winter 2006/2007 war der Kanal Schauplatz einer vielbeachteten Aktion der Initiative Les Enfants de Don Quichotte zur Obdachlosenhilfe.[16] Rund 200 rote Zelte wurden am Ufer errichtet, um für ein allgemeines Recht auf Wohnen zu demonstrieren.[17]
- Im Winter 2015/16 wurde das Kanalwasser für eine Reinigung und Reparaturarbeiten abgelassen, wodurch eine schlammverschmierte Müllhalde zum Vorschein kam. Die Arbeiten dauerten vier Monate.[18]

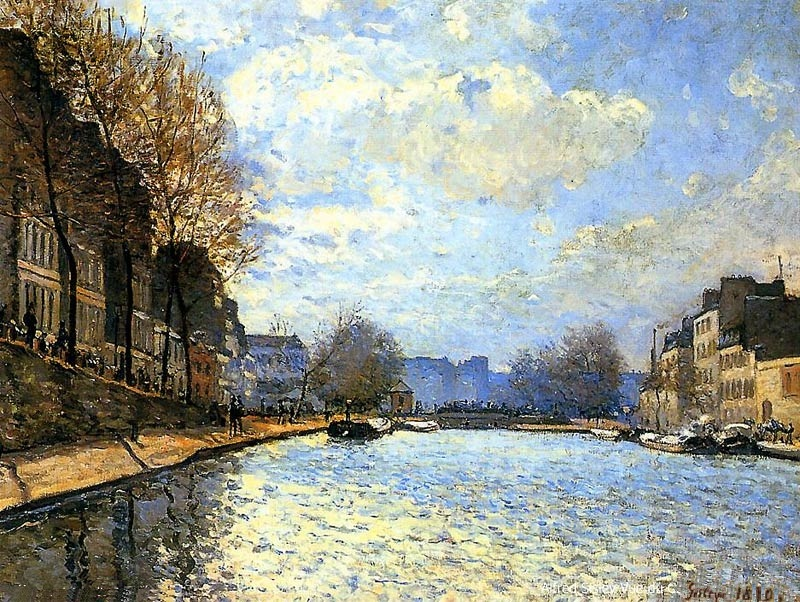
Alfred Sisley: Ansicht des Canal Saint-Martin, 1870
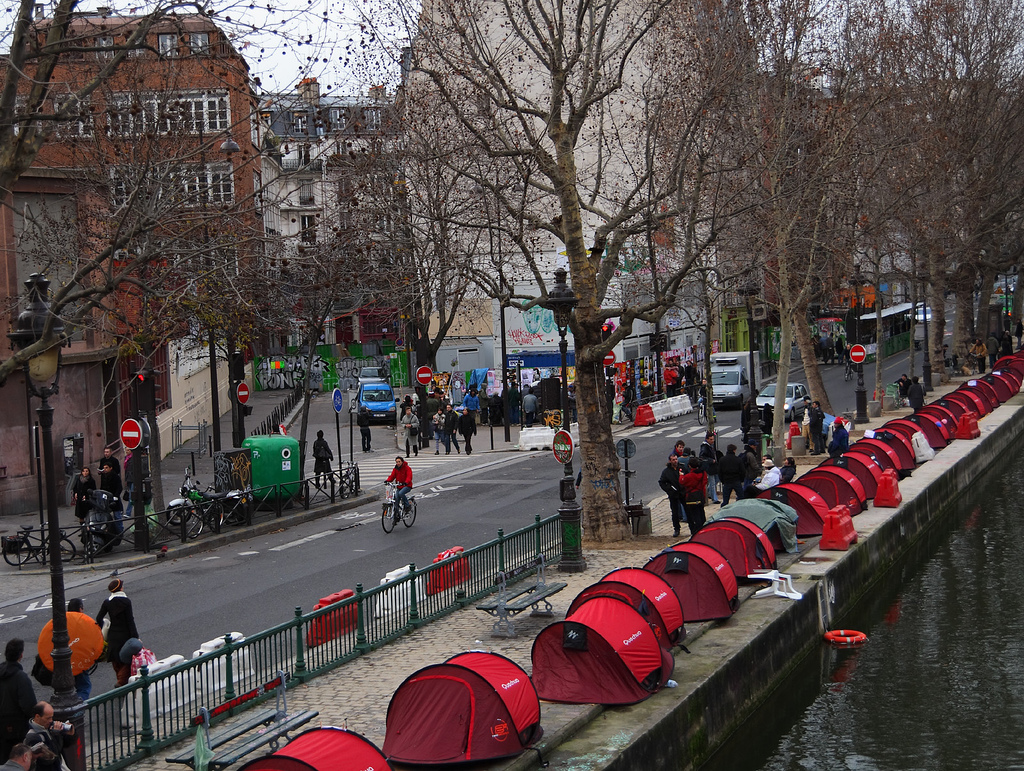
Les Enfants de Don Quichotte, 2006
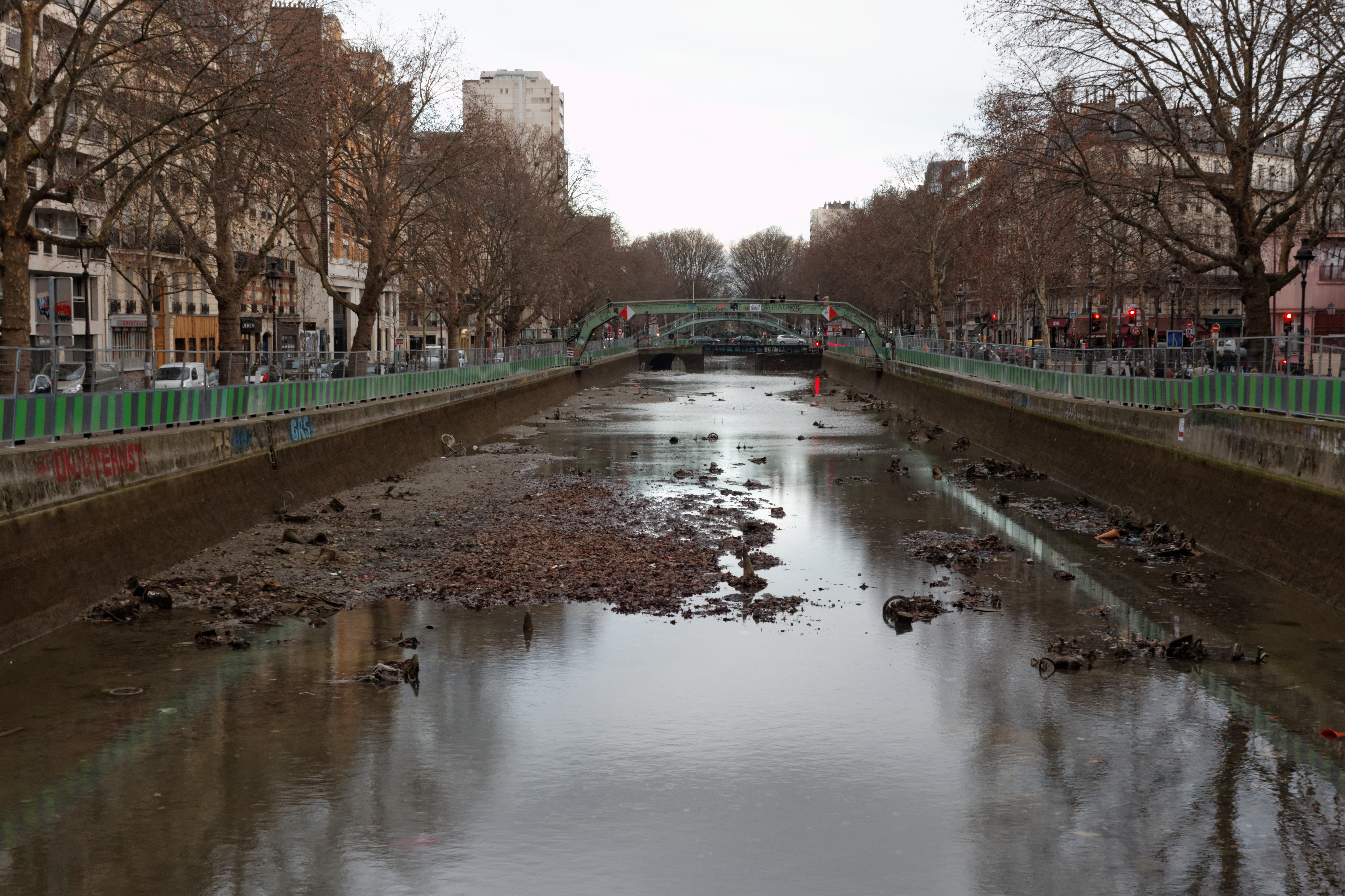
Reinigungsarbeiten im Januar 2016